# Chili (New York)
Die Town of Chili ist eine US-amerikanische Kleinstadt (Town) im Monroe County des Bundesstaats New York. Das U.S. Census Bureau hat bei der Volkszählung 2020 eine Einwohnerzahl von 29.123 ermittelt. Chili ist ein Vorort der Stadt Rochester.

## Geschichte
Das Gebiet der heutigen Town war einst das Jagdgebiet der Seneca-Indianer. Der erste weiße Siedler war Captain Joseph Morgan, der Land von Peter Sheffer aus dem benachbarten Wheatland kaufte.
Das Gebiet von Chili wurde Teil des neu gegründeten Northampton (heute Gates). Mit der Bildung von Monroe County wurde das Gebiet Teil der Stadt Riga, bevor es sich am 22. Februar 1822 in eine eigene Stadt Chili abspaltete.
Chili wurde wahrscheinlich nach dem Land Chile benannt, das zu dieser Zeit nach Unabhängigkeit strebte.

## Demografie
Nach der Volkszählung von 2010 leben in Chili 28.625 Menschen. Die Bevölkerung teilt sich 2017 auf in 85,9 % nicht-hispanische Weiße, 7,4 % Afroamerikaner, 0,2 % amerikanische Ureinwohner, 2,1 % Asiaten, 0,3 % Sonstige und 1,3 % mit zwei oder mehr Ethnizitäten. Hispanics oder Latinos machten 2,8 % der Bevölkerung von Chili aus. Das mittlere Haushaltseinkommen lag bei 70.648 US-Dollar und die Armutsquote bei 4,1 %.